# Jack Mitchell
Pour les articles homonymes, voir Mitchell.
Jack Mitchell (né le 13 septembre 1925 à Key West, en Floride et mort le 7 novembre 2013) est un photographe américain. Il a photographié de nombreuses stars telles que Andy Warhol, Michael Jackson, et bien d'autres.

## Galerie

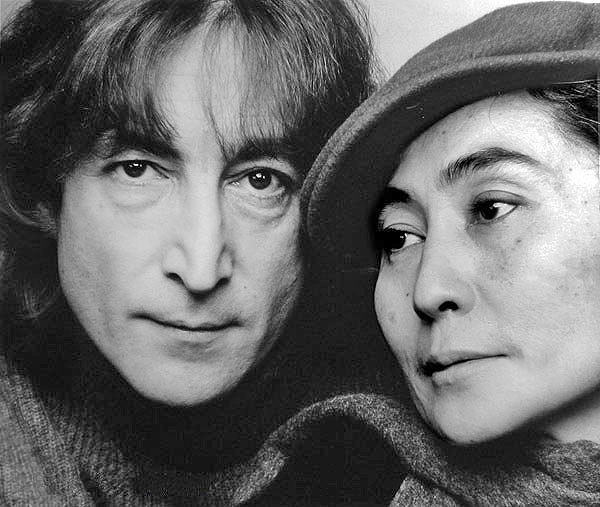
John Lennon et Yoko Ono (1980)
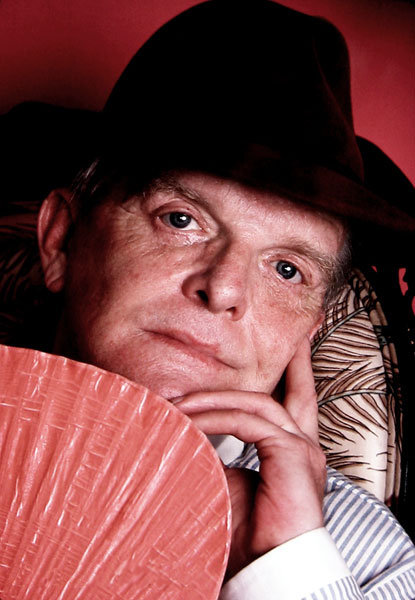
Truman Capote (1980)
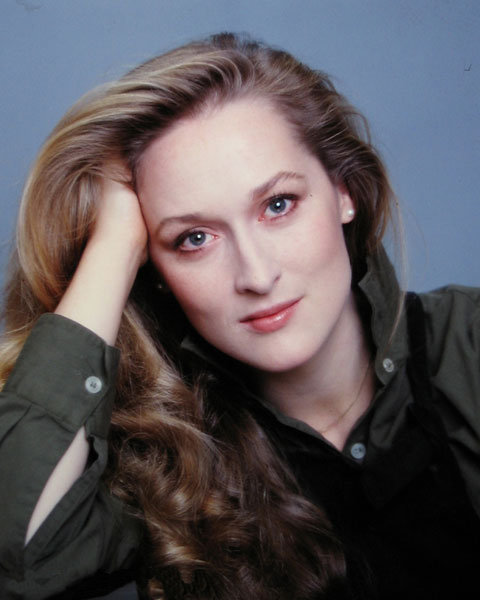
Meryl Streep
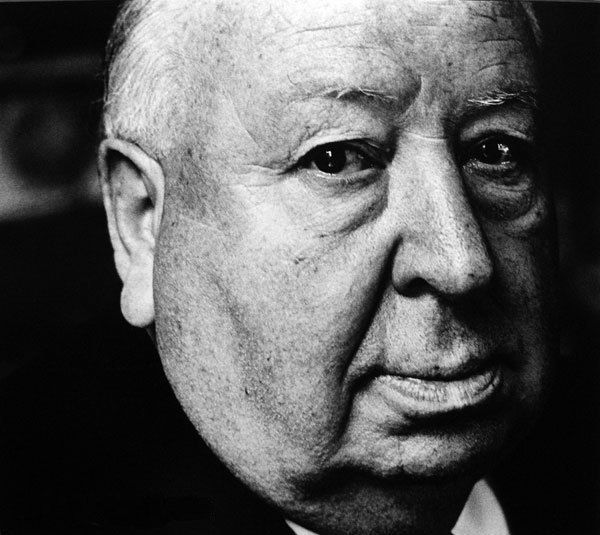
Alfred Hitchcock
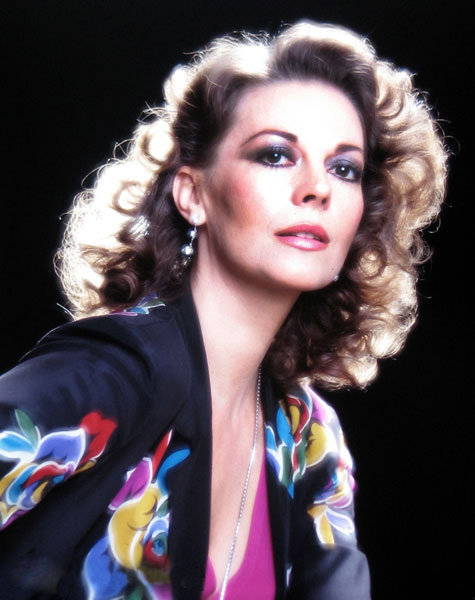
Natalie Wood (1979)
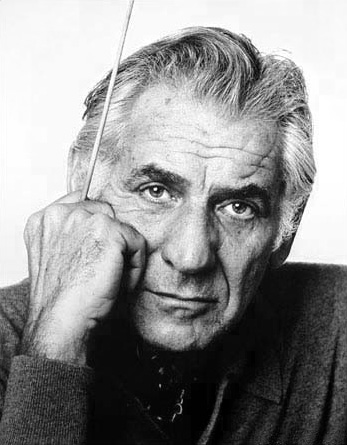
Leonard Bernstein
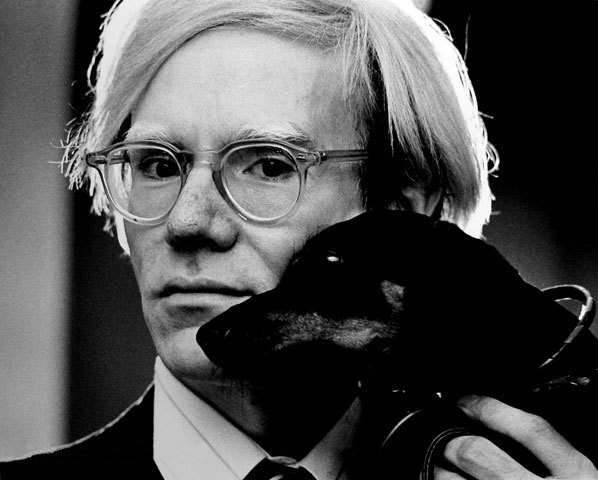
Andy Warhol (1973)
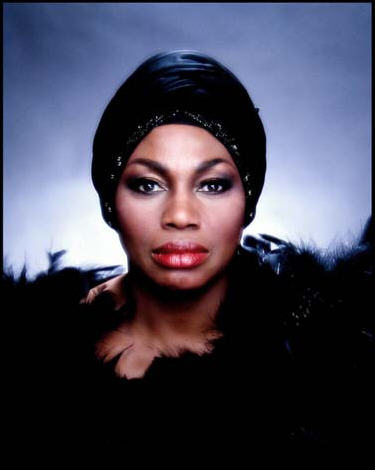
Leontyne Price (1994)
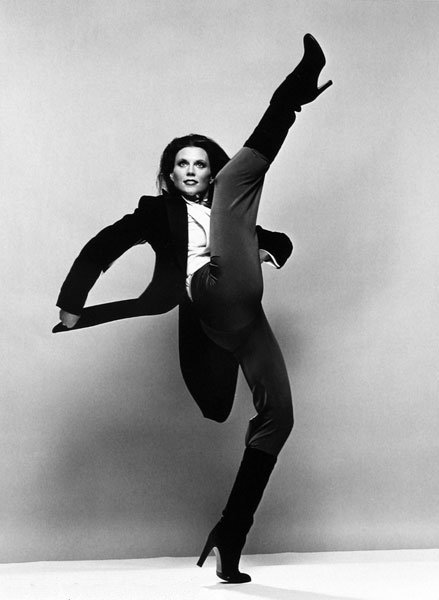
Ann Reinking